# Phylloclusia nigroscutellum
Phylloclusia nigroscutellum är en tvåvingeart som beskrevs av Lonsdale och Marshall 2007. Phylloclusia nigroscutellum ingår i släktet Phylloclusia och familjen träflugor. Inga underarter finns listade i Catalogue of Life.